# Destruction de Pompéi

Le Dernier Jour de Pompéi de Karl Brioullov (1830-1833). Huile sur toile (456.5 cm x 651 cm), musée Russe (Saint-Pétersbourg).

La destruction de Pompéi résulte de l'ensevelissement de la ville romaine sous les cendres libérées par l'éruption du Vésuve en 79 apr. J.-C..
Lors de cette éruption volcanique de type plinien, les villes voisines d'Herculanum, Oplontis et Stabies furent également ensevelies.
Cette catastrophe fit probablement plusieurs milliers de victimes.

## Date de la catastrophe
La date exacte de l'éruption fut longtemps placée au 24 août 79, car la majorité des copies médiévales des écrits de Pline mentionne les calendes de septembre, même si quelques manuscrits portent des leçons indiquant des dates différentes et légèrement postérieures : l'une indique en particulier les calendes de novembre (1er novembre). De nos jours, on situe ainsi cette éruption le neuvième jour avant les calendes de novembre, notre 24 octobre. Longtemps laissée de côté, cette datation a suscité à nouveau l'intérêt des historiens en raison des indices de plus en plus nombreux qui donnaient à penser que l'éruption eut lieu en automne : des dolia (grandes amphores) semblaient contenir du vin fraîchement pressé, les braseros étaient allumés le jour de l'éruption, la végétation — noix, figues… — indiquait l'automne. Selon des travaux récents, en particulier ceux de l'archéologue italienne Grete Stefani, l'analyse d'une pièce de monnaie trouvée en 1973 dans la maison du Bracelet d'or et datant de la quinzième salutation impériale de Titus, nécessairement postérieure au début de septembre 79, vient appuyer cette datation. Enfin, en 2018, lors des fouilles de la région V de la ville, fut découverte une inscription épigraphique de deux lignes, tracée au charbon de bois sur le mur d'une pièce. Le Pr. Massimo Osanna a proposé la transcription « XVI (ante) K(alends) Nov(embres) in[d]ulsit / pro masumis esurit[ioni] » (« le 16e jour avant les calendes de novembre il s'est livré à la nourriture avec excès »). Si le scripteur évoquait le 16e jour avant les calendes de novembre de l'an 79, soit le 17 octobre, le graffiti écarterait définitivement la possibilité que l'éruption ait pu avoir lieu en été,. Mais l'inscription ne comporte pas d'année ou d'indication qui permet d'établir un lien indubitable avec l'an 79 plutôt qu'avec une année antérieure. Le Dr Giulia Ammannati, spécialiste de paléographie latine à l’École normale supérieure de Pise, a proposé une transcription de la partie non datée ayant un tout autre sens.

Région concernée par la chute de pierres ponces.

Les seuls témoignages directs qui nous soient parvenus sont deux des Lettres écrites par Pline le Jeune en réponse à une demande de son ami Tacite. Elles relatent sa propre expérience de l'éruption et les circonstances de la mort de son oncle Pline l'Ancien, parti observer le phénomène de plus près. Ni l'une ni l'autre ne concernent directement le sort de la ville de Pompéi. Ces observations générales ont été complétées par l'analyse stratigraphique des dépôts volcaniques dans la cité, les fouilles archéologiques et l'étude d'éruptions modernes comparables, comme celles du mont Saint Helens (1980) ou du Pinatubo (1991).

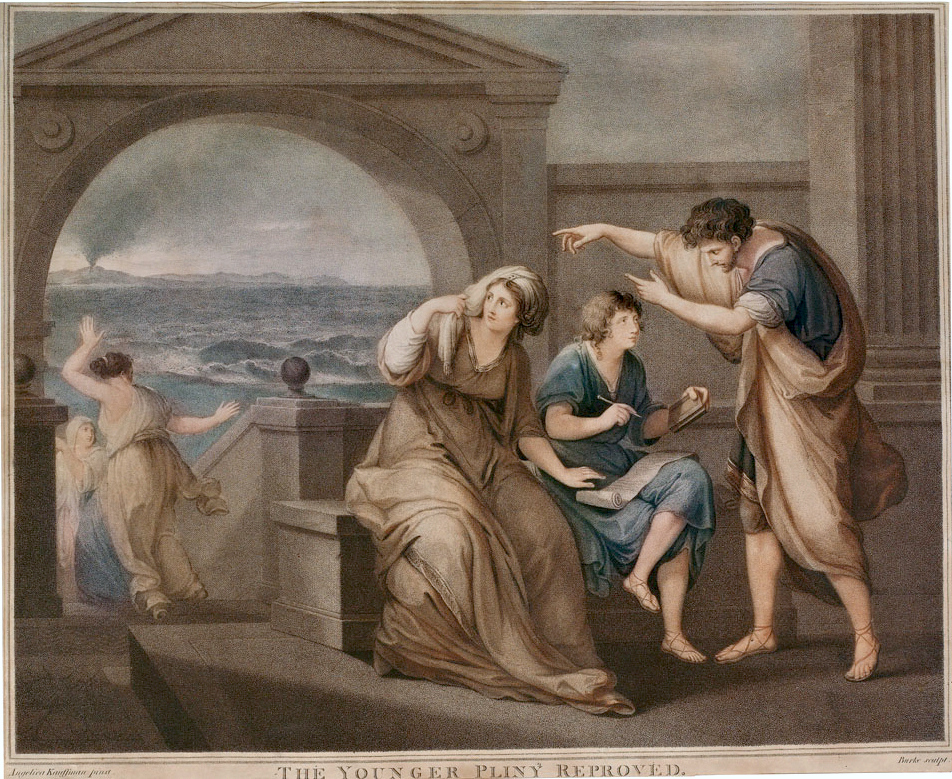
Angelica Kauffmann, Pline le Jeune et sa mère à Misène (1785).

Le 24 août 79 apr. J.-C. (en conservant l'hypothèse de la datation traditionnelle), Pline l'Ancien et son neveu Pline le Jeune se trouvent à Misène, siège de la flotte romaine.
À Pompéi, la journée commence normalement. Dans ce que l'on appelle aujourd'hui la maison des Peintres au travail, une équipe de peintres a commencé son travail de la journée, couvrant un mur à décorer d'enduit frais, tandis que le pictor imaginarius trace l'esquisse du tableau qu'il compte réaliser. À un moment que l'on peut situer entre 10 heures et midi, leur travail est interrompu, probablement par une série d'explosions phréato-magmatiques qui accompagnent le début de l'éruption. À la suite d'une secousse, un peintre perché sur un échafaudage laisse échapper un récipient de chaux, dont le contenu éclabousse le mur et sera retrouvé par les archéologues dix-neuf siècles plus tard. À Misène, ces événements échappent à Pline l'Ancien et à son neveu.
Ce n'est que vers 13 heures, alors que le bouchon de lave qui bloque la cheminée du Vésuve vient de sauter, que Plinia Marcella (sœur de Pline l'Ancien et mère de Pline le Jeune) lui fait remarquer un énorme nuage au-dessus de la baie de Naples. D'après les écrits de Pline le Jeune ce nuage a la forme d'un pin parasol. D'ailleurs on appellera ce nuage à partir du XXe siècle un « panache plinien ».

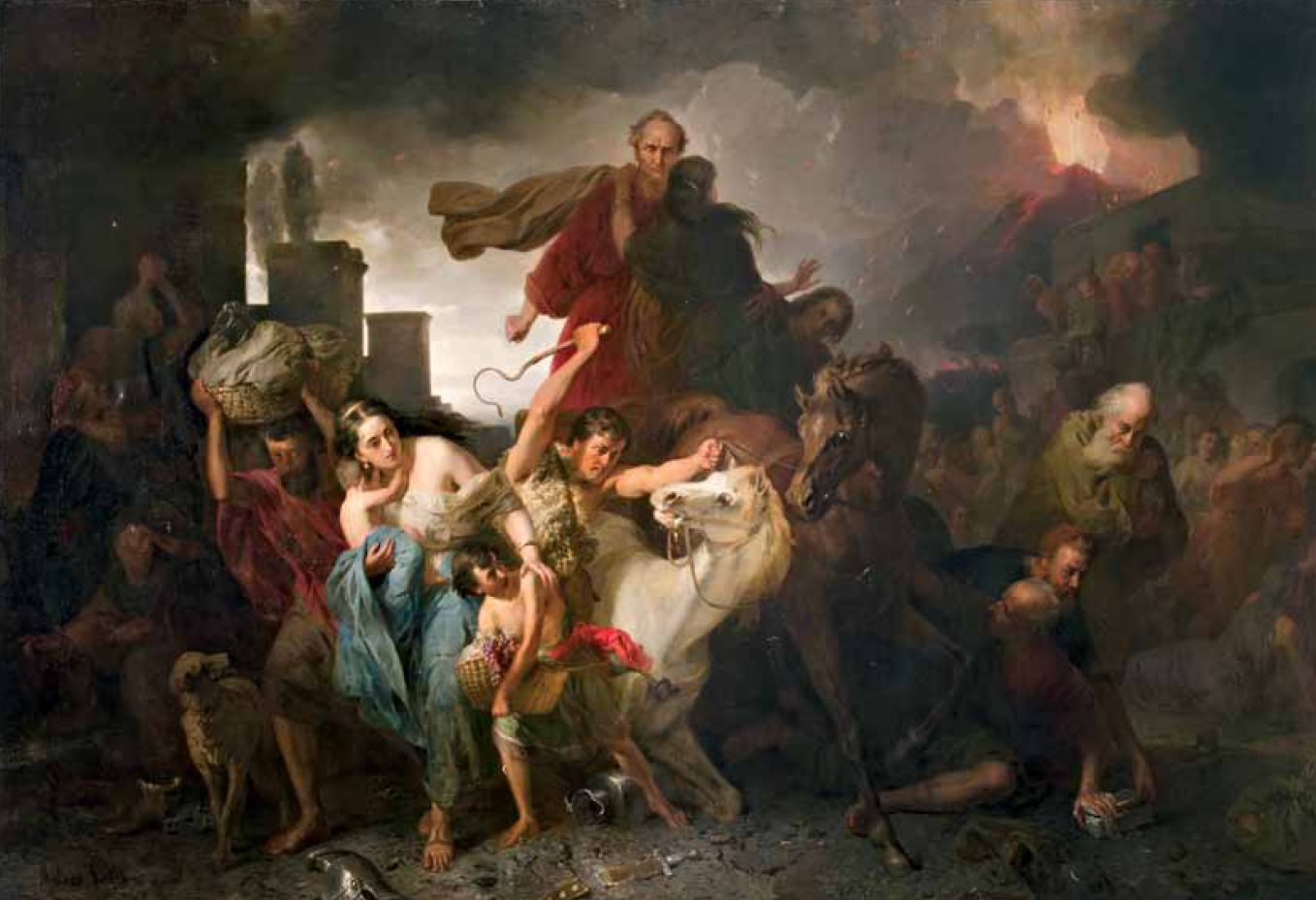
József Molnár (1876), un des nombreux tableaux inspirés par la catastrophe au XIXe siècle.

Ce panache est constitué d'une masse de matériaux volcaniques et de gaz plus légers que l'air. La colonne continue à s'élever — atteignant 32 km — jusqu'à ce que l'écart entre sa densité et celle de l'air devienne trop faible et qu'elle s'étale, prenant cette forme caractéristique remarquée par Pline. Les matériaux sont ensuite emportés par les vents dominants en direction du sud-est, vers la région de Pompéi.
Pline l'Ancien reçoit alors un appel à l'aide d'une certaine Rectina, dont la maison se trouve « sur la plage ». Comme il a écrit un ouvrage d'histoire naturelle, il fait armer une galère, pour franchir la baie, aussi bien pour observer l'éruption de plus près que pour secourir Rectina. La localisation de la demeure de cette dernière, qui n'est pas précisée, a fait l'objet de diverses spéculations, qu'il s'agisse des environs d'Herculanum — mais les lettres de Pline le Jeune ne mentionnent jamais cette ville — ou encore de la région de Pompéi. Comme des cendres tombent sur le pont des navires de Pline l'Ancien et que des pierres ponces l'empêchent d'accoster, il met le cap vers Stabies et rejoint un de ses autres amis, Pomponianus.
Grâce aux études stratigraphiques, nous savons qu'au cours des sept premières heures de l'éruption, des pierres ponces blanches tombent sur Pompéi, au rythme de 15 cm par heure, s'accumulant sur 1,30 m à 1,40 m. Vers 8 heures du soir, la composition du magma se modifie et une pluie de pierres ponces plus foncées, dites « grises », s'abat sur Pompéi. L'épaisseur totale des pierres ponces atteint quelque 2,80 m à Pompéi. La consistance de ces pierres ponces est variable. Si des « bombes volcaniques » peuvent tuer, les lapilli, très légers, dont la taille est comprise entre 2 et 64 mm, en sont incapables. Par contre, leur accumulation peut provoquer l'écroulement des toits. Elle entrave progressivement les mouvements des habitants qui tentent de s'enfuir. Même si les lapilli sont légers, on peut imaginer que certains font comme Pline l'Ancien et ses compagnons qui — au moment de fuir la villa de son ami — « mettent sur leur tête des coussins et les attachent avec des tissus ». Il est d'autant plus difficile de se déplacer que le nuage volcanique voile le soleil et que l'éruption s'accompagne de secousses sismiques. Pline le Jeune en fera l'expérience à Misène le jour suivant. Certaines familles croient judicieux de se réfugier dans les caves de leur maison, décision funeste, puisque la couche de pierres ne cesse de s'épaissir… Elles ne pourront plus sortir et périront toutes asphyxiées. Après quelques heures, la couche de pierres est si haute que les toits des maisons s'effondrent, tuant un certain nombre d'habitants qui croyaient que leur maison constituait un refuge suffisant.

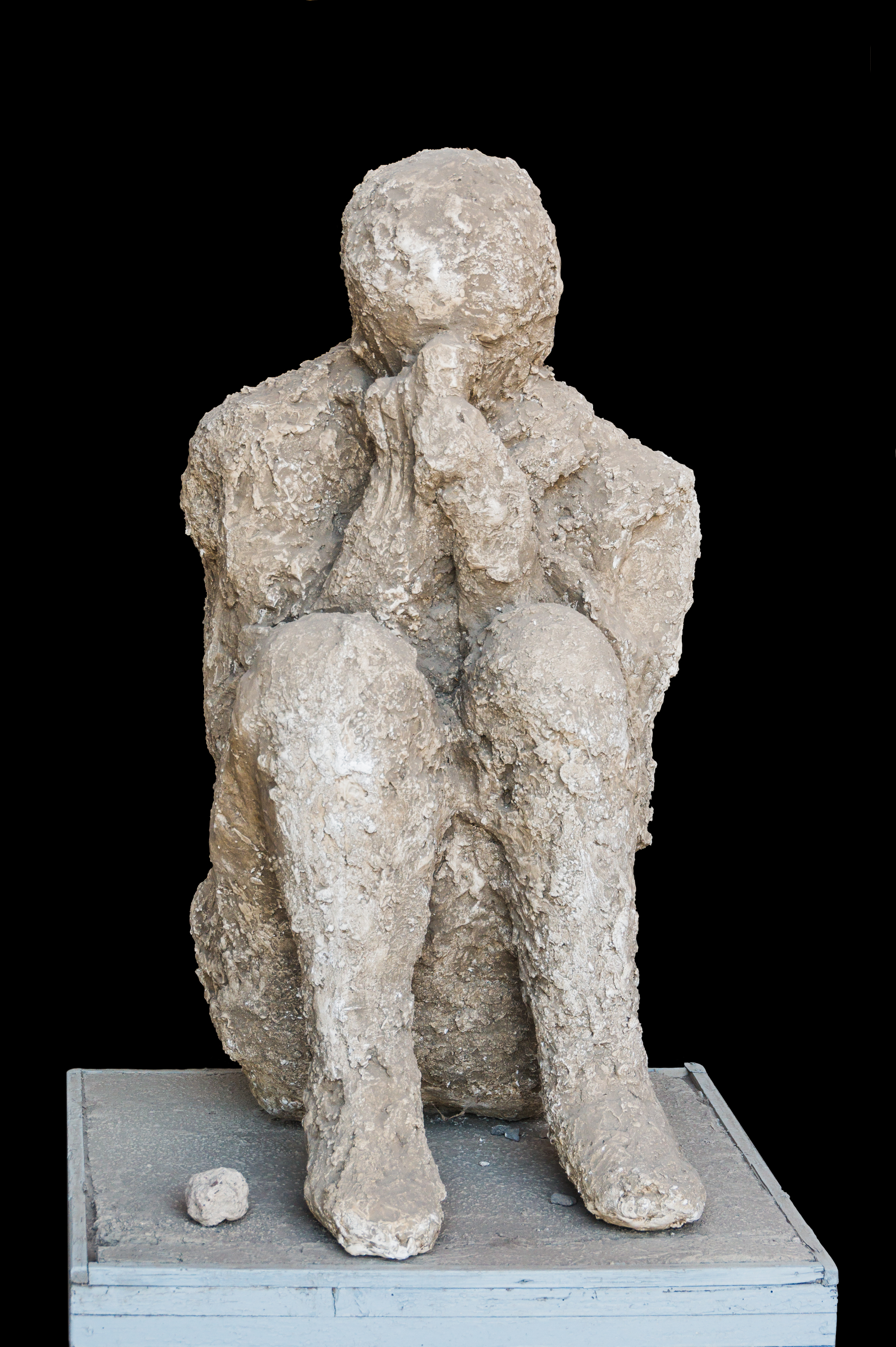
Pompéi : moulage en plâtre d'un homme.

La seconde phase — la plus destructrice — commence le matin du deuxième jour. Lorsqu'une colonne éruptive ne peut plus supporter la charge en fragments, elle s'effondre sur elle-même et donne naissance à des écoulements plus ou moins denses de matériaux incandescents et de gaz le long des flancs du volcan, appelés « nuées ardentes ou coulée pyroclastique » lorsque le phénomène fut observé pour la première fois lors de l'éruption de la montagne Pelée en 1902. Au cours de la nuit, vers une heure du matin, Herculanum, une petite ville côtière à l'ouest de Pompéi, est rayée de la carte par les deux premiers écoulements, mais ceux-ci n'affectent pas Pompéi.
Depuis la villa de Pomponianus, Pline l'Ancien observe des colonnes de feu sur les flancs du Vésuve. Pour rassurer ses amis, il parle de « villas abandonnées qui brûlaient dans les campagnes ». Les phénomènes qu'il observe correspondent sans doute aux écoulements qui vont engloutir Herculanum. Pline demeure sur place et passe une bonne nuit (contrairement à ses marins). Il est réveillé par ses amis, car les cendres et les pierres risquent de l'enfermer dans sa chambre.
Pendant ce temps, Pline le Jeune, resté à Misène, ressent de nombreuses secousses, « si fortes que tout semblait non plus bouger, mais se renverser ». Il passe une très mauvaise nuit.
À l'aube, plusieurs écoulements de type déferlante atteignent Pompéi. Le premier s'arrête à la porte d'Herculanum, sans pénétrer dans la ville. Les deux suivants, qui se suivent à bref intervalle, ont un effet dévastateur. Une masse fluide se déverse sur la ville, entraînant la mort de tout ce qui vit encore, que ce soit dans les rues ou dans les maisons. Une cendre fine, mêlée de gaz, pénètre dans les poumons et provoque l'asphyxie. Lorsque la dernière déferlante , la plus destructrice, touche la ville vers 8 heures du matin, toute vie y a cessé. Il provoque l'écroulement des parties hautes des édifices.
Le matin du deuxième jour, Pline l'Ancien, qui veut fuir par la mer, meurt des émanations de gaz sulfureux (SO2). Son corps sera découvert trois jours plus tard.
Pendant ce temps, à Misène, Pline le Jeune, sur les instances d'un ami, se résout à quitter la ville. Il note ce qui se passe autour de lui dans sa deuxième lettre à Tacite : la mer qui se résorbe, les effondrements de bâtiments et l'obscurité qui progresse, semblant poursuivre la foule des fuyards. L'après-midi, lorsque la lumière réapparaît, il retourne à Misène. Une épaisse couche de cendre blanche couvre la ville, mais ne l'a pas ensevelie.
Il y a encore quelques secousses les jours suivants, mais l'éruption est finie.

## Victimes
Dès le début des fouilles au XVIIIe siècle, la découverte de squelettes de victimes provoque une curiosité et une fascination qui ne se démentiront pas. Cet intérêt n'ira pourtant que rarement de pair avec une démarche scientifique pouvant nous en apprendre plus sur le déroulement de l'éruption. Ce n'est qu'en 1863 que le responsable des fouilles, Giuseppe Fiorelli, a l'idée de couler du plâtre dans le creux laissé dans la gangue de lapilli et de cendres par la décomposition des corps, de sorte qu'une fois dégagé des matériaux volcaniques, le moulage permet d'appréhender la position dans laquelle la mort a saisi la victime, par exemple les derniers efforts qu'elle a faits pour éviter l'asphyxie en se couvrant le visage d'un tissu. En 1985, Amedeo Cichitti tente d'améliorer la méthode en réalisant des moulages transparents en résine, qui permettraient ainsi de voir, au-delà de la forme externe, les squelettes ou encore d'autres objets que la victime portait sur elle. Les résultats n'ont pas été à la hauteur des espérances et l'expérience n'a pas été renouvelée.

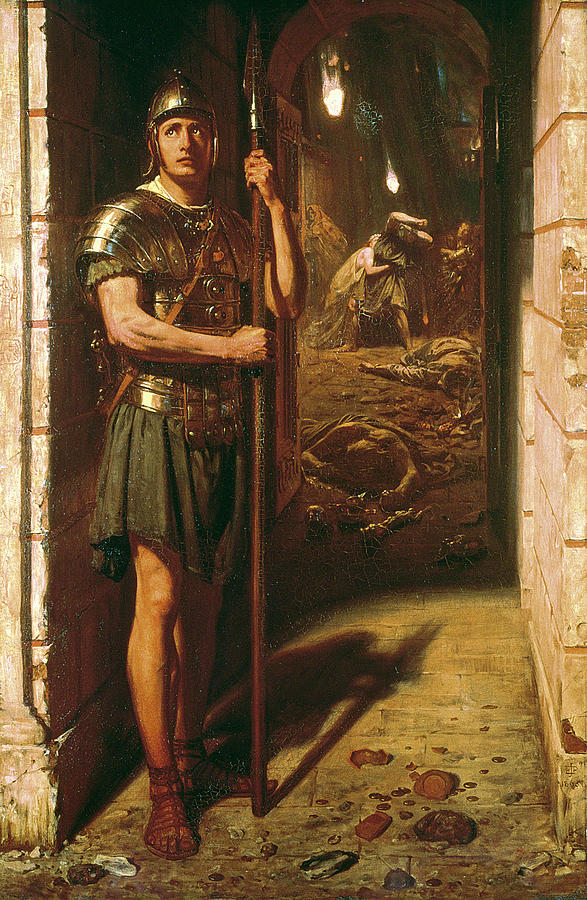
Faithful unto Death d'Edward Poynter (1865). Huile sur toile (115 cm x 75 cm), Walker Art Gallery (Liverpool).

Une étude récente a apporté des informations intéressantes, à la fois sur le nombre de victimes à Pompéi, les circonstances de leur mort et le déroulement de l'éruption. En reprenant les rapports de fouilles depuis le XVIIIe siècle, on classa les victimes en deux catégories, selon leur position stratigraphique dans les dépôts éruptifs : soit dans la couche de pierres ponces de la première phase de l'éruption, soit dans la couche de cendres provenant des nuées ardentes qui suivirent. Dans le premier groupe, on dénombre 394 corps, dont la majorité (345) à l'intérieur d'immeubles, où les personnes s'étaient réfugiées. Bon nombre d'entre elles furent victimes de l'écroulement des toits sous le poids des pierres ponces. Dans le deuxième groupe figurent 655 personnes. Le nombre de corps trouvés à l'extérieur est considérablement plus élevé (319). Il s'agit d'individus qui, profitant de l'accalmie de l'éruption au matin du deuxième jour, crurent pouvoir s'enfuir et furent surpris par les nuées ardentes qui suivirent. À ces 1 049 personnes (dont les trois dernières furent découvertes en 2002) il convient d'ajouter une centaine de corps à propos desquels nous ne possédons pas d'informations précises.

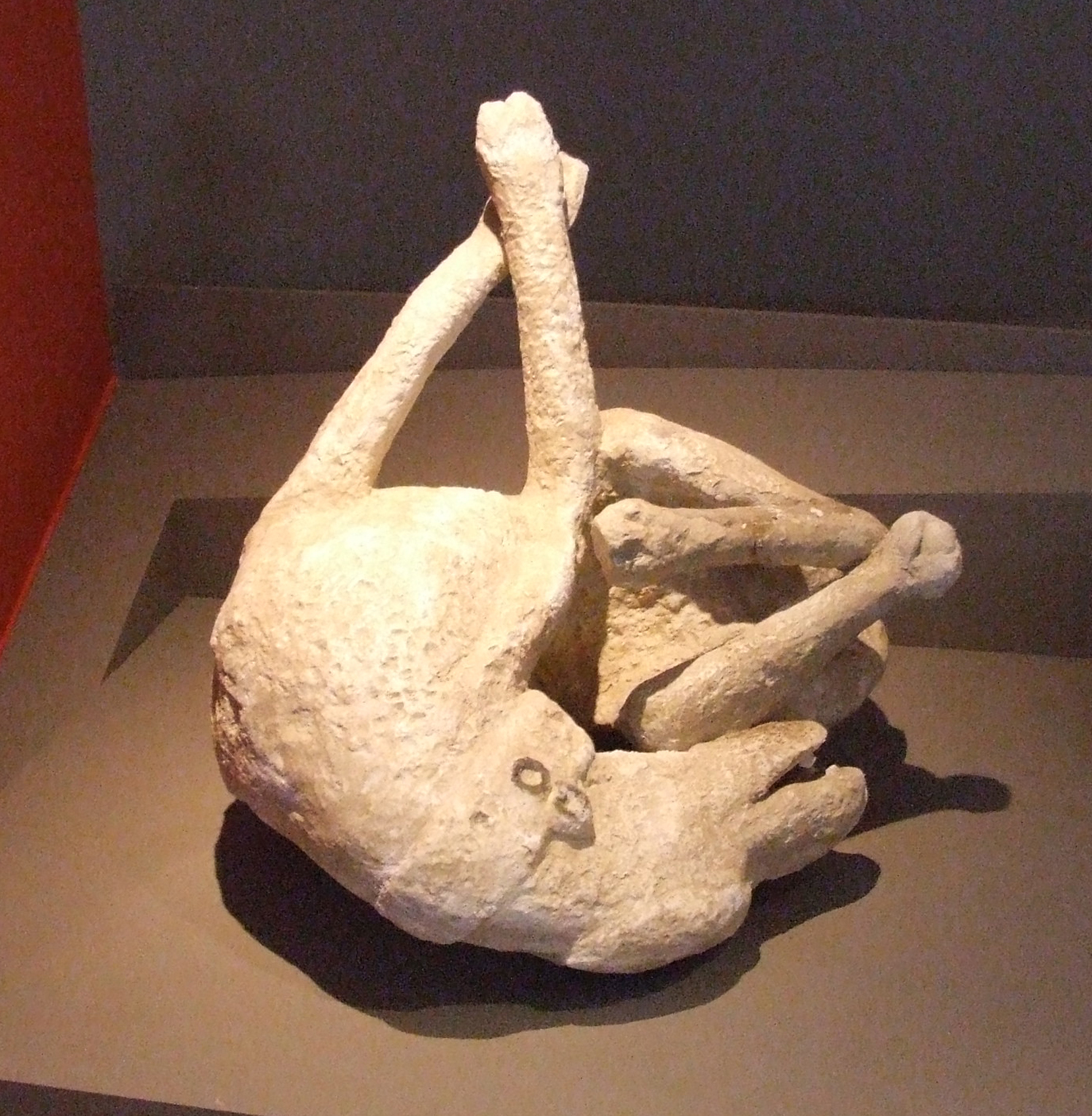
Chien de la maison de Vesonius Primus.

Bon nombre de corps ainsi que le contexte archéologique de leur découverte ont donné lieu à des spéculations quant aux circonstances de leur mort. Certaines découvertes, par leur très forte charge émotionnelle, ont donné naissance à des légendes et ont inspiré des artistes. C'est le cas d'un corps découvert — sans doute en 1763 — dans un édicule près de la porte d'Herculanum. Une légende voudrait qu'il s'agisse d'une sentinelle fidèle à son poste et qui aurait succombé là. Elle inspira au peintre britannique Sir Edward Poynter une toile célèbre en son temps : Faithful unto Death (1865). L'écrivain américain Mark Twain en tira un récit poignant, mais bien loin de la vérité : l'édicule où fut découvert le corps n'est pas un poste de garde, mais le tombeau de Marcus Cerrinius Restitutus, où un fuyard, incapable d'aller plus loin, se réfugia et succomba sous les effets de la nuée ardente. Une autre découverte, faite au XVIIIe siècle, inspira de vifs sentiments d'émotion aux contemporains. En 1772, on découvrit dans la villa de Diomède les corps de vingt victimes, dont les cendres avaient conservé l'empreinte. Parmi les victimes figurait une jeune femme. La méthode des moulages de Fiorelli n'avait pas encore été inventée, mais on parvint cependant à préserver l'empreinte de son sein et de ses bras, qui fut conservée au musée archéologique de Naples. Théophile Gautier, sous le coup de l'émotion, après avoir vu cette empreinte lors d'un voyage en Italie en 1850, fit de la jeune fille l'héroïne d'une nouvelle, Arria Marcella. Un squelette de femme, portant de riches bijoux et retrouvé dans une salle de la caserne des gladiateurs, est à l'origine d'une des histoires les plus souvent colportées : il s'agirait d'« une noble dame venue témoigner son admiration à quelque héros de l'arène ». Elle aurait donc été surprise par l'éruption, alors qu'elle venait rendre visite à son amant, un gladiateur. Si l'on ne peut exclure complètement ce scénario, il est peu vraisemblable : dans la même salle furent retrouvés dix-huit autres corps, et celui de la riche Pompéienne se trouvait un peu à l'écart, près de l'entrée. On peut penser qu'elle se réfugia là par hasard. Furent également retrouvées des dépouilles d'animaux, dont des chevaux et des chiens. Le moulage d'un chien, réalisé en 1874, est devenu célèbre. L'animal fut retrouvé dans la maison de Vesonius Primus. Enchaîné à un piquet, le chien escalada la couche de pierres ponces au fur et à mesure que celles-ci envahissaient le bâtiment, pour finir par succomber à la nuée ardente qui suivit.

### Peinture
- Faithful unto Death, tableau d'Edward Poynter
- La destruction de Pompéi et Herculanum (en), tableau de John Martin
- Le Dernier Jour de Pompéi, tableau de Karl Brioullov